# Superman: Czerwony syn
Superman: Czerwony syn (ang. Superman: Red Son) – amerykański komiks autorstwa Marka Millara (scenariusz) oraz Dave’a Johnsona, Kiliana Plunketta i Andrew Robinsona (rysownicy). Fabuła przedstawia świat, w którym Superman jako dziecko wylądował nie w USA, ale w ZSRR.
Publikację po raz pierwszy wydano w 2003 r. przez DC Comics. Pierwsze polskie wydanie (w tłumaczeniu Jakuba Sytego) pochodzi z 2015 r.

## Historia publikacji
Mark Millar wskazał, że inspiracją dla stworzenia komiksu była historia, którą czytał jako dziecko. Opowiadała o świecie, w którym rakieta z Supermanem wylądowała na wodach międzynarodowych, oddzielających Stany Zjednoczone od Związku Radzieckiego. Miller, dorastający w cieniu zimnej wojny, był zafascynowany ideą Supermana jako bohatera sowieckiego, nie amerykańskiego.
W 2004 r. komiks był nominowany do Nagrody Eisnera w kategorii Best Limited Series.

## Fabuła
W 1953 r. ZSRR ogłasza światu istnienie człowieka o nadludzkich umiejętnościach, mogącego między innymi zmieniać bieg rzek i giąć stal gołymi rękoma. Określają go mianem czempiona pracy powszechnej, walczącego w niekończącej się bitwie za Stalina, socjalizm i ekspansję Układu Warszawskiego. Stany Zjednoczone, traktujące deklarację radziecką jako początek kolejnego etapu w wyścigu zbrojeń, zwracają się o pomoc do doktora Leksa Luthora ze S.T.A.R. Labs.
Superman zajmuje wysoką pozycję w gronie zauszników Stalina, choć sam nie jest zainteresowany władzą. Po śmierci generalissimusa powszechne jest oczekiwanie, że za sterem Związku Radzieckiego stanie Superman, ale ten nie chce się angażować w politykę. Zmienia zdanie dopiero po zetknięciu się z nędzą przeciętnych mieszkańców ZSRR.
W 1978 r. Związek Radziecki obejmuje niemal cały świat. Największy opór stawiają Stany Zjednoczone, mimo borykania się z secesją 16 stanów. Grupa Amerykanów (na czele z Luthorem) i Sowietów wspólnie spiskuje przeciw Supermanowi, obawiając się dalekosiężnych skutków jego, mogącej trwać wiecznie, dyktatury. Do ich sojuszników należy w szczególności radziecki anarchista, stanowiący odpowiednik Batmana.
W 2001 r. władzę w Stanach Zjednoczonych obejmuje Lex Luthor. USA są ostatnim państwem, stawiającym opór globalnemu Związkowi Radzieckiemu, rządzonemu przez Supermana. Wspiera go Brainiac, sztuczna inteligencja z kosmosu.
Luthor organizuje zakrojony na szeroką skalę atak na Supermana, który niemal kończy się sukcesem. W tym momencie Brainiac ujawnia jednak swoje prawdziwe barwy. Zdradza, że Superman był tylko narzędziem, pomocnym w realizacji planu, zakładającym poddanie władzy Brainiaca całego wszechświata. Luthorowi udaje się unieszkodliwić sztuczną inteligencję, co spowodowało jednak uruchomienie się mechanizmu autodestrukcji statku kosmicznego Brainiaca. Superman odlatuje ze statkiem na granice Układu Słonecznego, gdzie ma miejsce potężna eksplozja, a Superman zostaje uznany za jej ofiarę.
W 2004 r. Lex Luthor, ponownie wybrany na prezydenta USA, łączy własne pomysły z tymi, których autorami byli Superman i Brainiac, i wykorzystuje ich wyniki dla dobra całego świata. Potomkowie Luthora przez długie lata wpływali na losy Ziemi. Ostatni z nich, Jor-L, przekonany o zbliżającej się zagładzie planety, zdecydował się wysłać swojego syna w pojeździe kosmicznym w przeszłość. Ostatnia scena przedstawia rakietę Supermana, lądującą w 1938 r. w kołchozie na terenie Ukraińskiej SRR.

## Inne media
- 4 sezon amerykańskiego serialu Supergirl jest zainspirowany komiksem[10],
- w 2020 r. miała miejsce premiera filmu animowanego Superman: Red Son, stanowiącego adaptację komiksu[11][12].